# Т-60 (самолёт)
Т-60 (Т-60С) — проект советского сверхзвукового бомбардировщика средней дальности, глубокая модернизация Су-24. Точные технические характеристики неизвестны, но считается, что это самолёт с изменяемой геометрией крыла, плоским фюзеляжем и двумя двигателями с управляемым вектором тяги; из вооружения до 6 крылатых ракет Х-101, Х-55 и Х-15, свободнопадающие авиабомбы, высокоточные боеприпасы. Инициатором проекта стало ОКБ Сухого в 1984 году, но он был отменён после окончания холодной войны в начале 1990-х годов. Бомбардировщик должен был заменить советский Су-24 в ВВС СССР.

## Конструкция
Многие детали должны были быть заимствованы у самолёта Т-4 и его модификаций, новшествами, которые предполагались внедрить, были несколько спорных решений: уборка консолей крыла под фюзеляж (без учёта его реальных деформаций), применение двигателя с изменяемой степенью двухконтурности на основе так называемого «двухтрубного» двигателя. Именно из-за этого технические работы по самолёту затянулись, хотя и продолжались до конца существования СССР. Планировалось принятие самолёта на вооружение к 2003 году. Другие факты о Т-60 неизвестны и поныне. Аналитики также предполагают, что самолёт разрабатывался с использованием стелс-технологии и создавался скорее для скоростного высотного полёта.

### Вооружение (предполагаемое)
До 6—8 крылатых ракет Х-55 (Х-55МС, Х-65), Х-101, аэробаллистических ракет Х-15 (Х-15П), до 20 тонн бомбовой нагрузки, малогабаритные ракеты Х-41, размещённые на многопозиционных пусковых установках барабанного типа МКУ6-172.

### Тактико-технические характеристики (расчётные)
Источник
- Экипаж: н/д
- Длина: 40 (38)
- Размах крыла: 24 м/37 м
- Высота: 10 м
- Площадь крыла: н/д
- Масса пустого: 32 000 кг
- Нормальная взлётная масса: 85 000 кг
- Максимальная взлётная масса: н/д
- Двигатели: 2 × ДТРДФ н/д
  - Тяга максимальная: 2 × н/д
  - Тяга на форсаже: 2 × 23 500 кгс

### Лётные характеристики (расчётные)
- Максимальная скорость на высоте: М=2,04
- Крейсерская скорость: М=2,02
- Максимальная дальность без дозаправки: н/д
- Практическая дальность без дозаправки: 6000 км
- Боевой радиус: 2200 км
- Продолжительность полёта: н/д
- Практический потолок: 20 000 м